# Death by Sexy
Death by Sexy är det andra albumet av det amerikanska rockbandet Eagles of Death Metal. Det gavs ut 2006.

## Låtlista
Samtliga låtar skrivna av Eagles of Death Metal.
1. "I Want You So Hard (Boy's Bad News)" – 2:21
2. "I Gotta Feelin (Just Nineteen)" – 3:30
3. "Cherry Cola" – 3:17
4. "I Like to Move in the Night" – 3:59
5. "Solid Gold" – 4:20
6. "Don't Speak (I Came to Make a Bang!)" – 2:47
7. "Keep Your Head Up" – 2:27
8. "The Ballad of Queen Bee and Baby Duck" – 1:59
9. "Poor Doggie" – 3:16
10. "Chase the Devil" – 3:02
11. "Eagles Goth" – 1:59
12. "Shasta Beast" – 2:26
13. "Bag O' Miracles" – 2:19